# Cheyenne Jackson
Cheyenne David Jackson, född 12 juli 1975 i Spokane i Washington, är en amerikansk skådespelare och sångare. Han har i sitt yrke som skådespelare bland annat spelat rollen som Mark Bingham i den Oscarnominerade filmen United 93 från 2006, samt haft gästroller i TV-serier som 30 Rock och Glee. Han har också medverkat i totalt fyra säsonger av TV-serien American Horror Story, med start från år 2015.
Jackson har också medverkat i en del pjäser och musikaler, bland annat i Thoroughly Modern Millie, Aida, Damn Yankees, Finian's Rainbow, och Into the Woods. Han har utöver detta även spelat rollen som Hades i Disney Channel-filmen Descendants 3, samt medverkat i Netflix-serien Julie and the Phantoms, i rollen som Caleb Covington.
Jackson är gay sedan flera år tillbaka. Han var mellan åren 2011 och 2013 gift med fysikern Monte Lapka, för att sedan gifta sig med skådespelaren Jason Landau år 2014. I oktober 2016 blev de två makarna föräldrar till ett tvillingpar vid namn Willow och Ethan.

## Filmografi (i urval)

### Filmer
- 2006 – United 93
- 2012 – Lola Versus
- 2013 – Mitt liv med Liberace
- 2014 – Love Is Strange
- 2019 – Descendants 3
- 2024 – Borderlands

### TV-serier
- 2008 – Lipstick Jungle (TV-serie)
- 2009 – Life on Mars (TV-serie)
- 2009 – Ugly Betty (TV-serie)
- 2009–2012 – 30 Rock (TV-serie)
- 2010 – I lagens namn (TV-serie)
- 2010–2011 – Glee (TV-serie)
- 2011 – Curb Your Enthusiasm (TV-serie)
- 2012 – Mockingbird Lane (TV-serie)
- 2014 – Royal Pains (TV-serie)
- 2014 – CSI: Crime Scene Investigation (TV-serie)
- 2015–2018 – American Horror Story (TV-serie)
- 2016 – American Housewife (TV-serie)
- 2017–2019 – RuPauls dragrace (TV-serie)
- 2017 – The Real O'Neals (TV-serie)
- 2017 – Sense8 (TV-serie)
- 2017 – Modern Family (TV-serie)
- 2018 – Will & Grace (TV-serie)
- 2019 – The Morning Show (TV-serie)
- 2019 – Watchmen (TV-serie)
- 2020 – Julie and the Phantoms (TV-serie)
- 2021–2023 – Call Me Kat (TV-serie)
- 2021 – RuPauls dragrace: All Stars (TV-serie)
- 2022 – The Masked Singer (TV-serie)

### Scenframträdanden
- 2002–2003 – Thoroughly Modern Millie
- 2003 – Aida
- 2008 – Damn Yankees
- 2009–2010 – Finian's Rainbow
- 2019–2022 – Into the Woods